# Rancho los Romeros
Rancho los Romeros är en ort i Mexiko, tillhörande kommunen Zumpango i delstaten Mexiko. Rancho los Romeros ligger i den centrala delen av landet och tillhör Mexico Citys storstadsområde. Orten hade 282 invånare vid folkräkningen 2010.